# دیوید براندن
دیوید براندن (انگلیسی: David Brandon؛ زادهٔ ۱۳ دسامبر ۱۹۵۰) بازیگر اهل ایرلند است که بیشتر در فیلم‌های ایتالیایی ظاهر شده است.
از فیلم‌هایی که وی در آن نقش داشته‌است، می‌توان به ترس از صحنه، ورای تاریکی، یازده روز، یازده شب، پسران برزیل، صبح بخیر، بابل، سرور، دلیریوم، کالیگولا… قصه ناگفته، قطار سریع‌السیر کازابلانکا، عشق نافرجام و تا دم مرگ اشاره کرد.